# Emile Welter
Emile Marcel Welter (Etterbeek, 12 april 1901 - 21 november 1976) was een Belgisch politicus en volksvertegenwoordiger.

## Biografie
Welter was een patissier-confisseur in Etterbeek en in die gemeente van 1932 tot 1958 gemeenteraadslid. Hij zetelde vanaf 17 november 1946 tot 26 juni 1949 voor de Parti Social Crétien in de Kamer van volksvertegenwoordigers voor het arrondissement van Brussel.
Hij was daarnaast voorzitter van de Union des Commerçants et des Classes Moyennes van Etterbeek. Van 1936 tot 1945 was hij bovendien bestuurslid van de Kamer van Ambachten en Neringen, Brabant, en in 1945 dienstdoend voorzitter van de Association Générale des Industries Métiers, Négoces et Professions. Hij was ook nog ondervoorzitter, voorzitter (1956-1958) en erevoorzitter van de Fédération Nationale des Classes Moyennes en lid van de beheerraad tussen 1959 en 1973 van de Belgische Verzekeringsmaatschappij voor de Middenstand.